# Il sentiero delle vedove
Il sentiero delle vedove (Blackwater Trail) è un film per la televisione del 1995 diretto da Ian Barry.

## Trama
Un poliziotto viene trovato morto nella sua abitazione, ma la versione del suicidio non convince la sorella, che comincia a indagare con l'aiuto del suo ex fidanzato, scrittore e amico di lunga data del defunto. La morte sembra legata a un serial killer che uccide giovani donne, ma i due sono costantemente ostacolati dalla polizia locale.